# قره‌کول (روسیه)
قره‌کول (به لاتین: Karakol) یک منطقهٔ مسکونی در روسیه است که در جمهوری آلتای واقع شده‌است.